# Andreas Müller (Hochschullehrer)

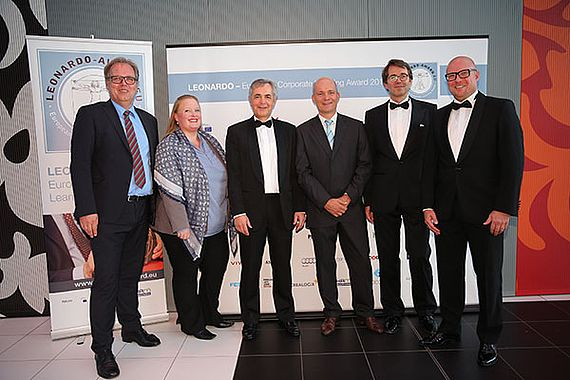
Gründungsvorstand der European Corporate Learning Association mit Andreas Müller, zweiter von rechts, 2015

Andreas Müller (* 19. August 1968 in Uelzen) ist ein deutscher Informatiker, Manager und Professor für Betriebswirtschaftslehre.

## Leben
Müller studierte an der TU Braunschweig, der Universität Tübingen und der Université de Picardie in Amiens. Er promovierte an der Universität Karlsruhe bei Hartmut Prautzsch, beeinflusst und begleitet von Wolfgang Boehm. Als DAAD-Stipendiat forschte er an der Universidad Central de Venezuela in Caracas. 1998 begann er als Systemanalytiker in der Forschung und Entwicklung von Volkswagen und ging parallel einem Lehrauftrag an der TU Braunschweig nach. 2003 wurde er Teil des Managing Boards der AutoUni, der frisch gegründeten Corporate University des VW-Konzerns. Er ging 2007 als Gründer der Erste School of Banking and Finance zur Erste Group nach Wien, wo er Akzente im Bereich des Corporate Learning setzte. Als Mitgründer des Corporate Learning Circle initiierte er Corporate Learning Expeditions zu den Themen Innovation, Leadership und Kultur und zählte 2015 als Vizepräsident zum Gründungsvorstand der European Corporate Learning Association.
2016 nahm er einen Ruf an die Hochschule Kempten als Professor für Personalmanagement an. Er arbeitet hier u. a. zu den Themen Corporate Learning und Digitale Transformation.

## Veröffentlichungen (Auswahl)
- Neuere Gedanken des Monsieur Paul de Faget de Casteljau.  Diplomarbeit. TU Braunschweig 1995.
- Zykliden und Kanalflächen. Dissertation. Universität Karlsruhe 1999.
- mit Wolfgang Boehm, On de Casteljau's algorithm. In: Comput. Aided Geom. Des.. 16, 1999, S. 587–605.
- mit H.-P. Kriegel et al., Spacial Data Management for Computer Aided Design. In: Proc. ACM SIGMOD, Santa Barbara 2001
- mit Elio Mendez und Marco Paluszny, Tubelike joints: A classical geometry perspective. In: Appl. Num. Math. 40, 2002, S. 33–38
- Nachhaltig zum 'Besseren'. . In: Gimmler et al., Vernunft und Innovation. Über das alte Vorurteil für das Neue. München 2010, S. 327–332
- Mehr Führung. In: Wolf / Marquering, Unkritische Massen? Offene Gesellschaft und öffentliche Vernunft Berlin 2016, S. 227–240
- mit Christoph Baumgarten, Einen Mercedes in der Garage, aber der Führerschein fehlt? Über die Herausforderungen der Digitalisierung von Zusammenarbeit. In: Wörwag / Cloots: Human Digital Work – Eine Utopie? Springer 2020. S. 239–252
- mit Thomas Falter, Sechs Führungs-Perspektiven für die digitale Transformation. In: Wörwag / Cloots: Neue Arbeitswelt – New Work Culture? Springer 2020. S. 239–257